# NGC 6561
NGC 6561 est un amas ouvert situé dans la constellation du Sagittaire. Il a été découvert par l'astronome germano-britannique William Herschel en 1786. Le professeur Seligman et Wolfgang Steinicke considère NGC 6561 comme un groupe d'étoiles et non comme un amas ouvert.
Selon le site Lynga consacré aux amas ouverts, NGC 6561 renferme 8 étoiles dont la probabilité d'appartenance à l'amas est supérieure à 70%. D'ailleurs, selon le professeur Seligman, NGC 6561 est possiblement un groupe d'étoiles et non un amas ouvert.

## Observation

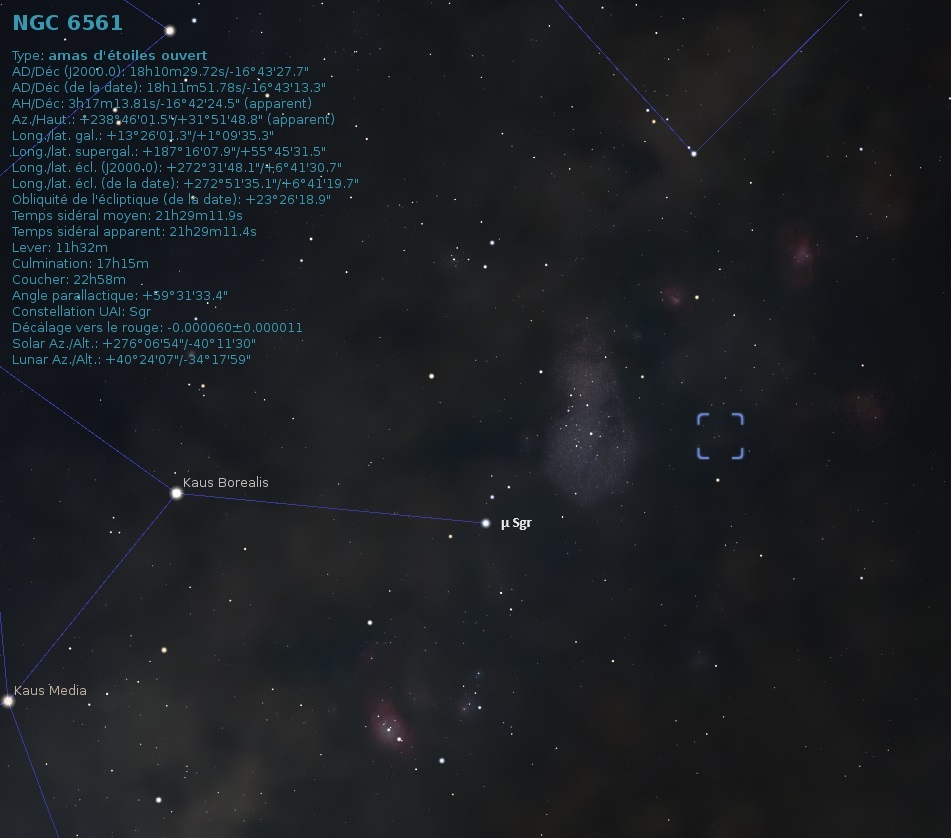
Localisation de NGC 6561 dans la constellation du Sagittaire.

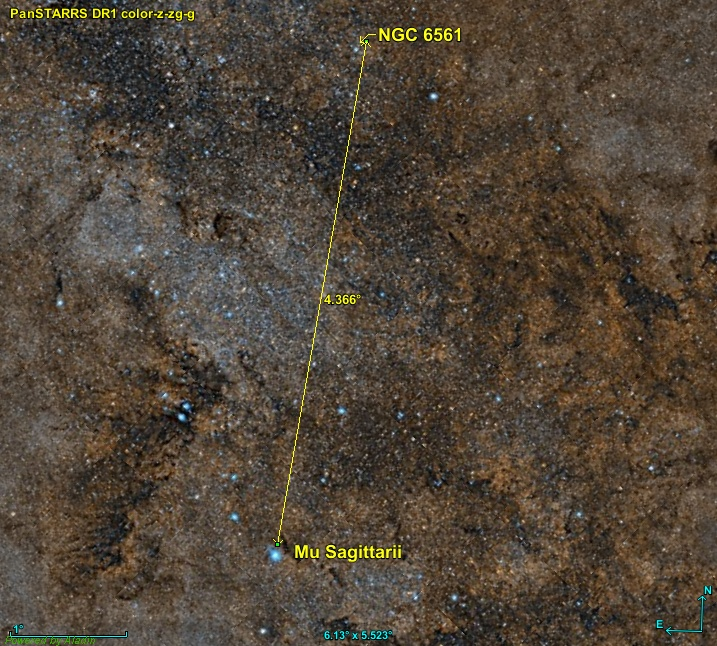
Position de NGC 6561 par rapport à Mu Sagittarii.

NGC 6561 est situé à environ 4,4 degrés au nord-ouest de l'étoile Mu Sagittarii.

## Distance, taille et vitesse
Trois valeurs de la distance sont indiquées sur la base de données Simbad: 1 480 pc 1 461 ± 86 pc et 3 400 pc. Les deux premières valeurs proviennent des mesures de la parallaxe par le satellite Gaia.
La taille apparente de l'amas 10', ce qui, compte tenu de la distance de 1 461 ± 86 pc et grâce à un calcul simple, équivaut à une taille réelle de 13,9 ± 0,8 al.
La vitesse radiale de cet amas est très incertaine. Trois valeurs sont indiquées sur Simbad: 0,10 ± 6,34 km/s, 1,62 ± 0,71 km/s et −20,0 ± 1,7 km/s.

## Âge
Webda indiquent un âge de 8,3 millions d'années (log10=6,92).

## Étoiles
Simbad montre un bouton nommé Children. En cliquant sur ce bouton, on atteint une section de cette base de données qui renferme un tableau contenant 108 entrées pour NGC 6561. Cependant, des étoiles (les Children) peuvent apparaître plusieurs fois dans la deuxième colonne du tableau, d'où le nombre de liens bibliographiques qui est supérieure au nombre d'étoiles. La quatrième colonne de ce tableau indique la probabilité que l'étoile appartienne à l'amas. En cliquant sur le titre de cette colonne, on peut classer la probabilité par ordre croissant ou décroissant. En cliquant sur la désignation de l'étoile, on atteint la page de Simbad qui résume ses propriétés.